# عمدة الأحكام
عمدة الأحكام في كلام خير الأنام هو كتاب من كتب الحديث، ألفه الحافظ عبد الغني المقدسي (541 هـ-600 هـ)، يورد المؤلف في كتابه مجموعة من أحاديث الأحكام الوارده في صحيح البخاري وصحيح مسلم، وقد اشتمل الكتاب على ستة عشر كتابا من الأحكام، واحتوى على 407 أحاديث 
قال الحافظ عبد الغني المقدسي في مقدمة الكتاب 
| عمدة الأحكام | أما بعد، فان بعض اخواني سألني اختصار جملة من أحاديث الأحكام مما اتفق عليه الامامان أبو عبد الله محمد بن إسماعيل بن إبراهيم البخاري ومسلم بن الحجاج القشيري النيسابوري، فأجبته إلى سؤاله رجاء المنفعة به | عمدة الأحكام |

## أقسام الكتاب
احتوى كتاب عمدة الأحكام على سبعة عشر كتابا  
1. كتاب الطهارة.
2. كتاب الصلاة.
3. كتاب الجنائز.
4. كتاب الزكاة.
5. كتاب الصيام.
6. كتاب الحج.
7. كتاب البيوع.
8. كتاب النكاح.
9. كتاب الطلاق.
10. كتاب الرضاع.
11. كتاب القصاص.
12. كتاب الحدود
13. كتاب الأيمان والنذور.
14. كتاب الأطعمة.
15. كتاب الأشربة
16. كتاب اللباس.
17. كتاب الجهاد.